# アラーダイス山脈

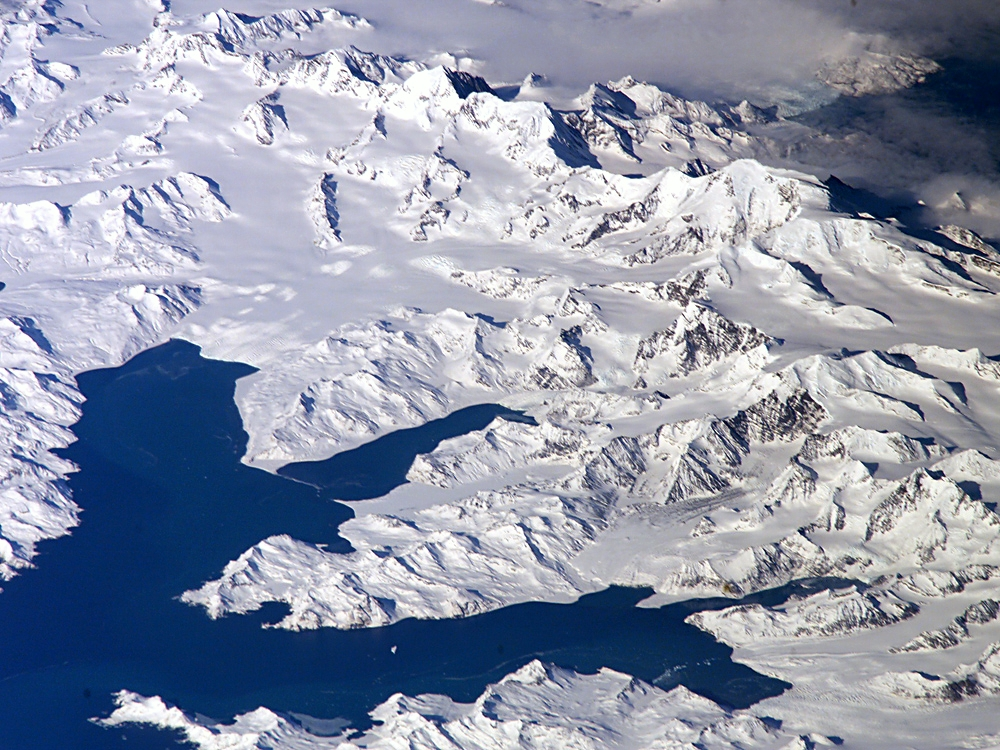
サウスジョージア島中央部にあるアラーダイス山脈（画像右上）。画像下の湾はカンバーランド湾、左・中央の湾はカンバーランド・イースト湾、2湾に挟まれた半島はサッチャー半島。アメリカ航空宇宙局（NASA）の画像。

アラーダイス山脈またはアラダイス山脈（英語: Allardyce Range）は、イギリスの海外領土であるサウスジョージア・サウスサンドウィッチ諸島にあるサウスジョージア島の山脈。同島の中央部、カンバーランド湾の南方に位置する。最高峰のパジェット山（標高2,935 m）やルーツ山を含み、北西側のグローバス山から南東側のブルッカー山まで、50 kmにわたって伸びている。
1775年のジェームズ・クックの地図や1819年のファビアン・ゴットリープ・フォン・ベリングスハウゼンの地図には山脈が示されていないものの、彼らは山脈の山々をはっきり確認していた。山脈は1904年から14年までフォークランド総督を務めたウィリアム・アラーダイスにちなみ、1915年に名付けられた。

## パジェット山

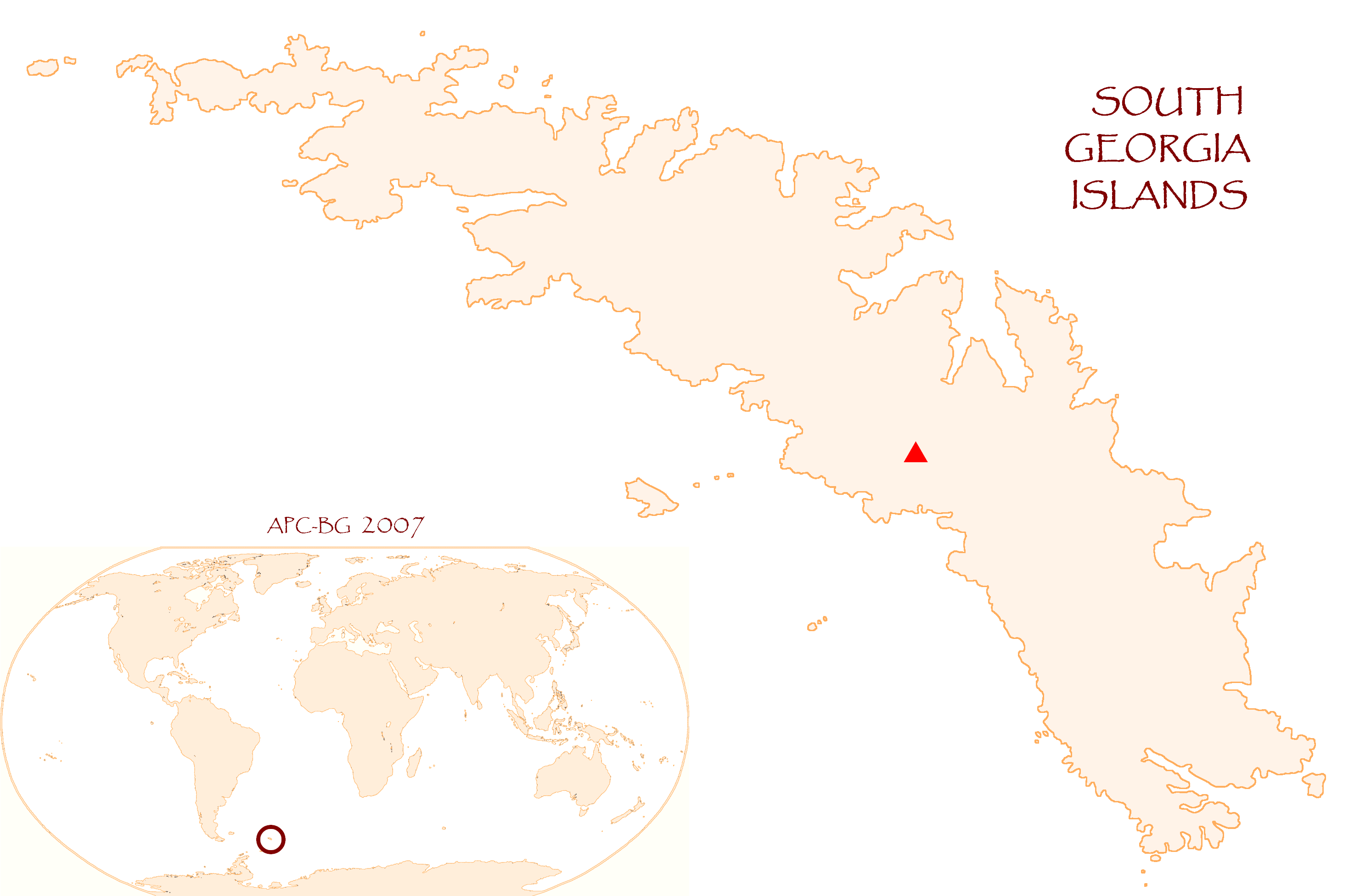
サウスジョージア島におけるパジェット山の位置

パジェット山またはパジット山（英語: Mount Paget）は山脈の最高峰（標高2,935 m）であり、サウスジョージア・サウスサンドウィッチ諸島、さらにはイギリスの主権下における最高峰でもある。
山脈の最高地点を示す鞍型の山である。島のクジラ漁師、オットセイ漁師には早くから知られ、長い期間を経てパジェット山の名が定着した。グリトビケンや首都キング・エドワード・ポイントから明瞭に視認できる。

## ルーツ山

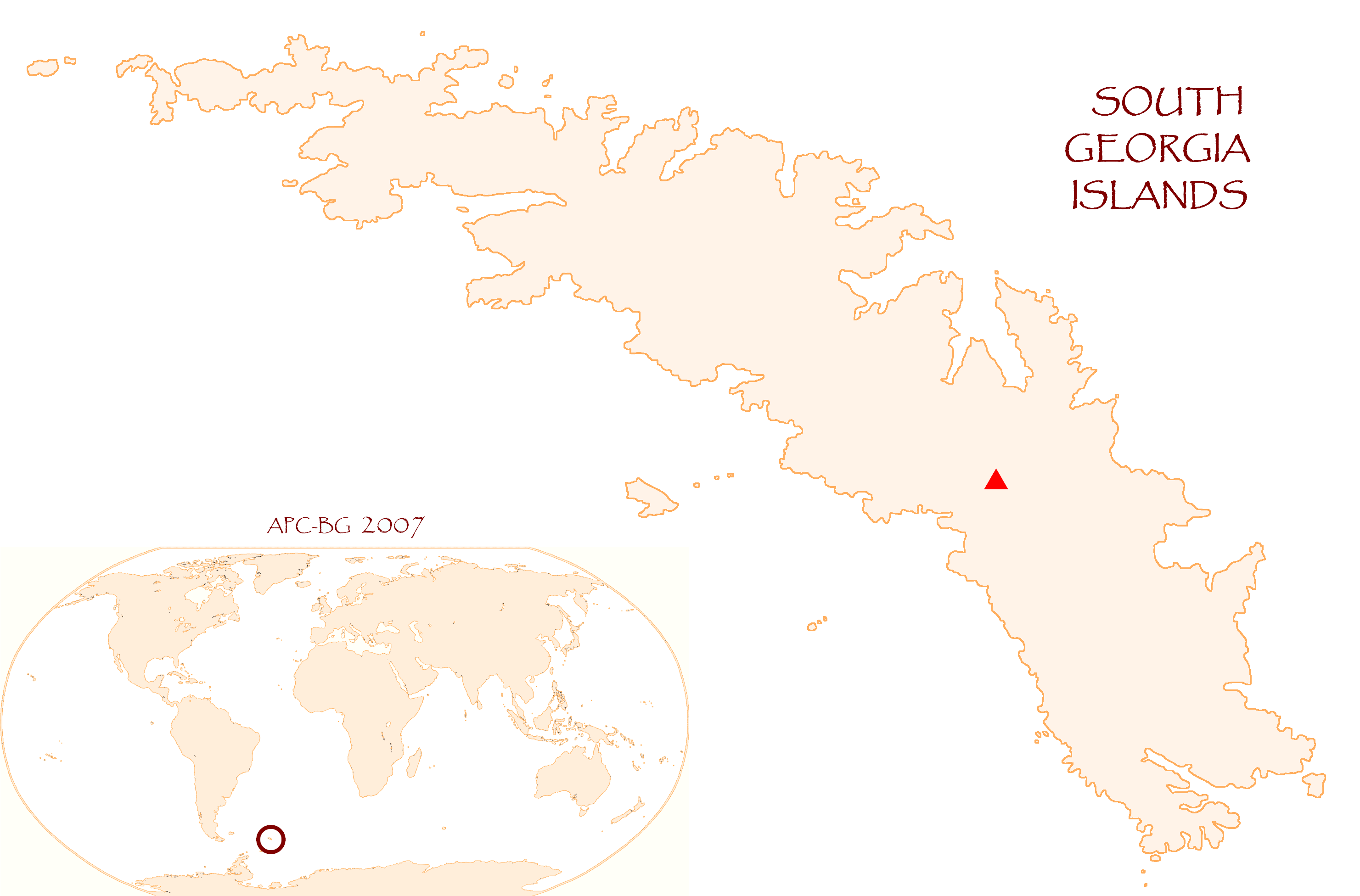
サウスジョージア島におけるルーツ山の位置

ルーツ山（英語: Mount Roots）は、ほぼ雪で覆われた山であり、ノルデンショルド氷河に近く、パジェット山の東南東6 kmに位置する。東側に2,270 m、西側に2,158 mの二つの峰があり、山脈で5番目に高い。
1925年から30年にかけてディスカバリー調査の職員にほぼ調査された。51年から52年にかけてサウスジョージア調査により再調査され、そのメンバーであったJames W. Rootsにちなみ、英国南極地名委員会に命名された。 初登頂は2001年1月、イギリス人の登山家Will MannersとStuart Macdonaldによってなされた。

## グローバス山
山脈の西端、南緯54度19分 西経37度0分 / 南緯54.317度 西経37.000度に位置するグローバス山（英語: Mount Globus）は標高1,270 mの山で、ファニング尾根とコーネリアセン山の間にある。1951年から57年にかけてサウスジョージア調査によって調査され、1924年に設立されたノルウェーの捕鯨会社Hvalfangerselskapet Globusにちなんで英国南極地名委員会に命名された。同社はノルウェーの捕鯨家Petter Sørlleが取得した、滑走路つきの工場船でクジラを処理する特許を最初に使用した。

## ブルッカー山
山脈の南東端、南緯54度30分 西経36度14分 / 南緯54.500度 西経36.233度に位置するブルッカー山（英語: Mount Brooker）は標高1,880 mの山で、ウェッブ氷河の最上部にある。この山は1882年から1883年にかけての第1回国際極年調査により、ドイツのグループによって"Pic"（頂上を意味する）または"Pikstock"に分類された。初登頂は1955年1月30日、名前の由来となったIan Brookerと、George Sutton率いるサウスジョージア調査のメンバーであったE.C. Webbによってなされた。